# 후쿠오카현 제9구
후쿠오카현 제9구(福岡県 第8区)는 일본의 중의원 선거구이다. 1994년 공직선거법으로 신설되었다.

## 지역
- 기타큐슈시
  - 와카마쓰구
  - 도바타구
  - 야하타히가시구
  - 야하타니시구

## 역대 중의원 의원
- 기타하시 겐지 (소속정당: 민주당 → 민주당, 임기: 1996년 ~ 2005년)
- 오가타 린타로 (소속정당: 민주당, 임기: 2009년 ~ 2012년)
- 미하라 아시히코 (소속정당: 자유민주당, 임기: 2005년 ~ 2009년, 2012년 ~ 현재)